# She (1965)
She (bra: A Deusa da Cidade Perdida ou Ela) é um filme britânico de 1965, do gênero aventura e fantasia, dirigido por Robert Day (cineasta) para a Hammer Film Productions, com roteiro de David T. Chandler baseado no livro Ela, a Feiticeira, de H. Rider Haggard.

## Sinopse
Após a Primeira Guerra Mundial, em Jerusalém, o inglês Leo Vincy (Richardson) sucumbe ante a extraordinária beleza de Ayesna (Andress), reencarnação de uma ancestral rainha egípcia e, com ela atravessa a Chama da Eterna Juventude, depois de inúmeras aventuras transcorridas numa cidade perdida, entre rituais exóticos e situações de perigo para o herói e seu companheiro, Major Holly (Cushing).

## Elenco
- Ursula Andress - Ayesha
- John Richardson - Leo
- Peter Cushing - Holly
- Bernard Cribbins - Job
- Rosenda Monteros - Ustane
- André Morell - Haumeid
- Christopher Lee - Billali